# 張可欣 (演員)
張可欣（2005年12月20日—），香港女演員。2024年出演ViuTV電視劇《十七年命運週期》中少年時期“蕃茄”一角。

## 簡歷
張可欣於香港出生，讀中學時她已開始從事平面模特兒工作及參與Youtube短片拍攝。
2023年，剛考畢香港中學文憑考試的張報名參加ViuTV電視劇《十七年命運週期》 的演員招募，張可欣從一千多位應徵者中被選中，出演該劇女主角“陶嘉鞱（蕃茄）”的少年時期；導演羅嘉駿評價其特質很符合該角色，而且願意學習和嘗試。該劇播出後，觀眾評價張的演出清新自然；張可欣也因此萌生參與更多演出的念頭。

## 作品
| 首播   | 劇名           | 角色       |
| ------ | -------------- | ---------- |
| 2024年 | 十七年命運週期 | 少女陶嘉鞱 |

## 外部連結
- 張可欣的Instagram帳戶